# Xenón
El xenón es un elemento químico de la tabla periódica cuyo símbolo es Xe y su número atómico el 54. Gas noble inodoro, muy pesado, incoloro, el xenón está presente en la atmósfera terrestre solo en trazas y fue parte del primer compuesto de gas noble sintetizado.

## Características principales o particulares

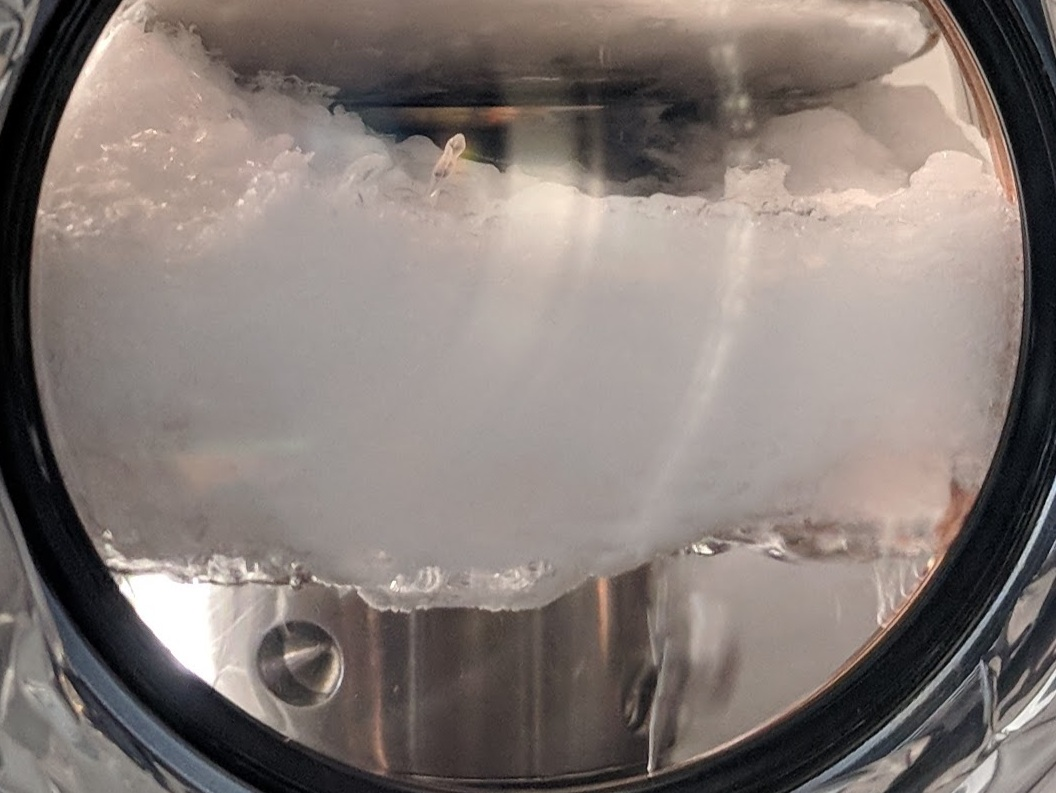
Una capa de xenón sólido flota sobre xenón en estado líquido en un aparato de alta tensión.

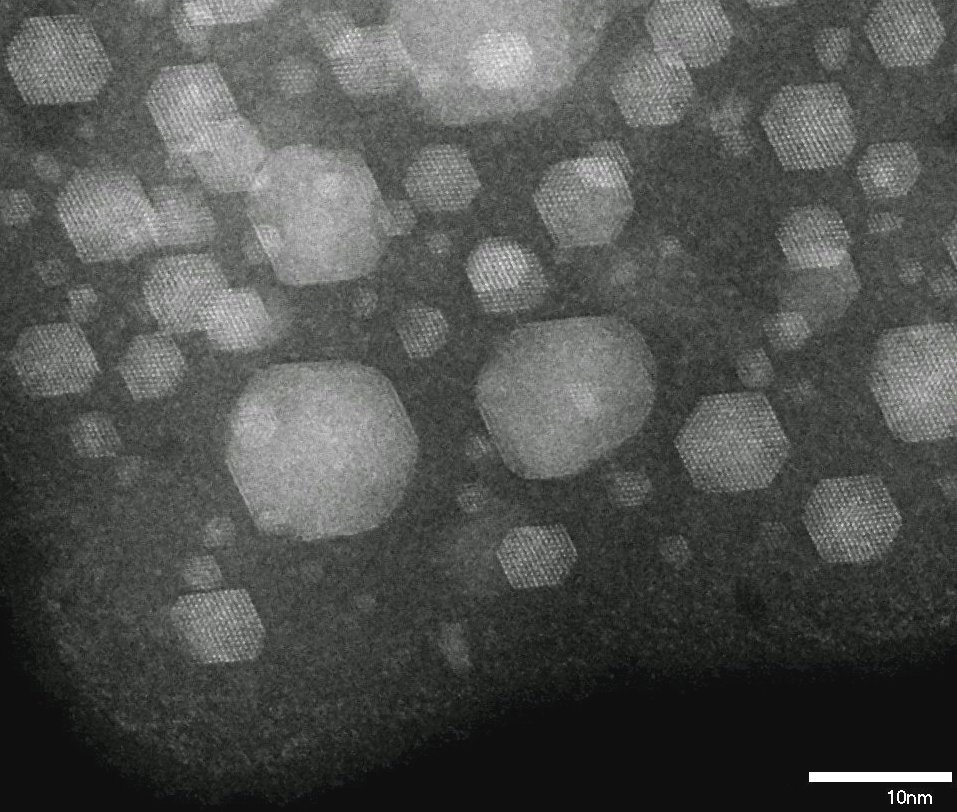
Nanopartículas de Xe líquidas (sin características) y sólidas cristalinas producidas mediante la implantación de iones Xe^{+} en aluminio a temperatura ambiente.

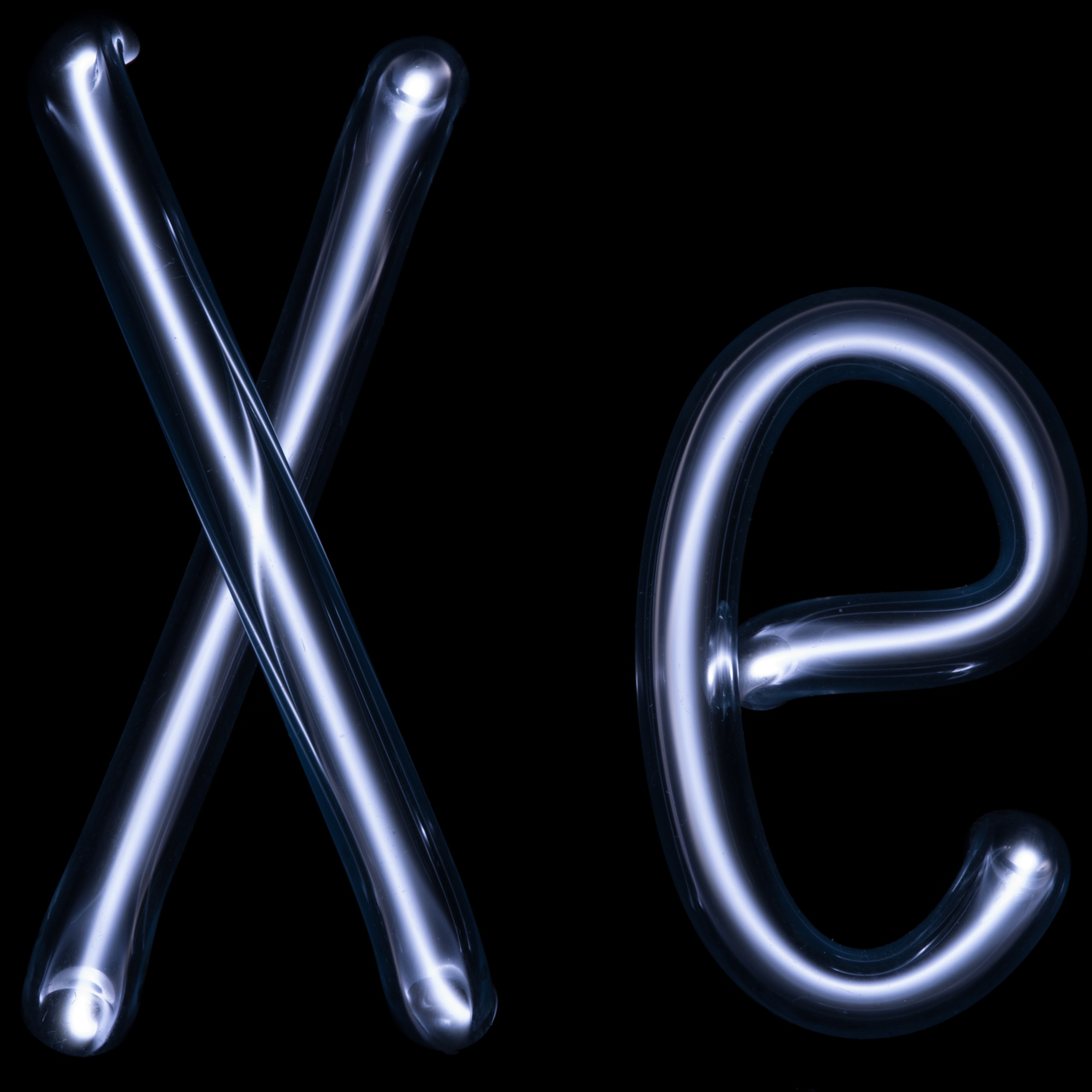
Tubo de descarga lleno de xenón puro con su símbolo.

El xenón es un miembro de los elementos de valencia ocho llamados gases nobles o inertes. La palabra "inerte" ya no se usa para describir esta serie química, dado que algunos elementos de valencia cero forman compuestos. En un tubo lleno de gas xenón, se emite un brillo azul cuando se le excita con una descarga eléctrica. Se ha conseguido xenón metálico aplicándole presiones de varios cientos de kilobares. El xenón también puede formar clatratos con agua cuando sus átomos quedan atrapados en un entramado de moléculas de oxígeno.
El xenón posee el número atómico 54; o sea su núcleo contiene 54 protones. En condiciones estándar de presión y temperatura, el gas puro de xenón posee una densidad de 5.894 kg/m3, unas 4.5 veces más denso que la atmósfera de la Tierra a nivel del mar, 1.217 kg/m3. Como líquido, el xenón posee una densidad de hasta 3.100 g/mL, y la densidad máxima se registra en el punto triple. El xenón líquido tiene una alta polarizabilidad debido a su gran volumen atómico y, por lo tanto, es un excelente disolvente. Puede disolver hidrocarburos, moléculas biológicas e incluso agua. En las mismas condiciones, la densidad del xenón sólido, 3.640 g/cm3, es mayor que la densidad media del granito, 2.75 g/cm3. A presiones elevadas de gigapascales  el xenón forma una fase metálica.
El xenón sólido cambia de cúbico centrado en las caras (fcc) a empaquetado compacto hexagonal (hcp) bajo presión y comienza a volverse metálico a aproximadamente 140 GPa, sin que se note cambio de volumen en la fase hcp. Es completamente metálico a 155 GPa. Cuando se metaliza, el xenón aparece de color azul cielo porque absorbe la luz roja y transmite otras frecuencias visibles. Este comportamiento es inusual para un metal y se explica por la anchura relativamente pequeña de las bandas de electrones en ese estado.

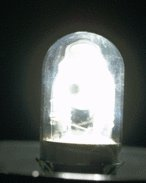
Xenon flash
(animated version)

Las nanopartículas de xenón líquidas o sólidas se pueden formar a temperatura ambiente implantando iones Xe+ en una matriz sólida. Muchos sólidos tienen constantes de red más pequeñas que el sólido Xe. Esto da como resultado la compresión del Xe implantado a presiones que pueden ser suficientes para su licuefacción o solidificación.
El xenón es un miembro de los elementos de valencia nula que se llaman noble o gas inerte. Es inerte a las reacciones químicas más comunes (como la combustión, por ejemplo) porque la capa de valencia exterior contiene ocho electrones. Esto produce una configuración de energía mínima estable en la que los electrones externos están estrechamente unidos.
En un tubo lleno de gas, el xenón emite un resplandor azul o lavanda cuando es excitado por una descarga eléctrica. El xenón emite una banda de líneas de emisión que abarcan el espectro visual, pero las líneas más intensas se producen en la región de la luz azul, produciendo la coloración.

## Historia
El xenón (del griego ξενόν xenos que significa "extraño") fue descubierto por William Ramsay y Morris Travers en 1898 en los residuos obtenidos al evaporar los componentes del aire líquido.

## Abundancia y obtención
Se encuentra en trazas en la atmósfera terrestre, apareciendo en una parte por veinte millones. El elemento se obtiene comercialmente por extracción de los residuos del aire licuado. Este gas noble se encuentra naturalmente en los gases emitidos por algunos manantiales naturales. Los isótopos Xe-133 y Xe-135 se sintetizan 
mediante irradiación de neutrones en reactores nucleares refrigerados por aire.

## Compuestos

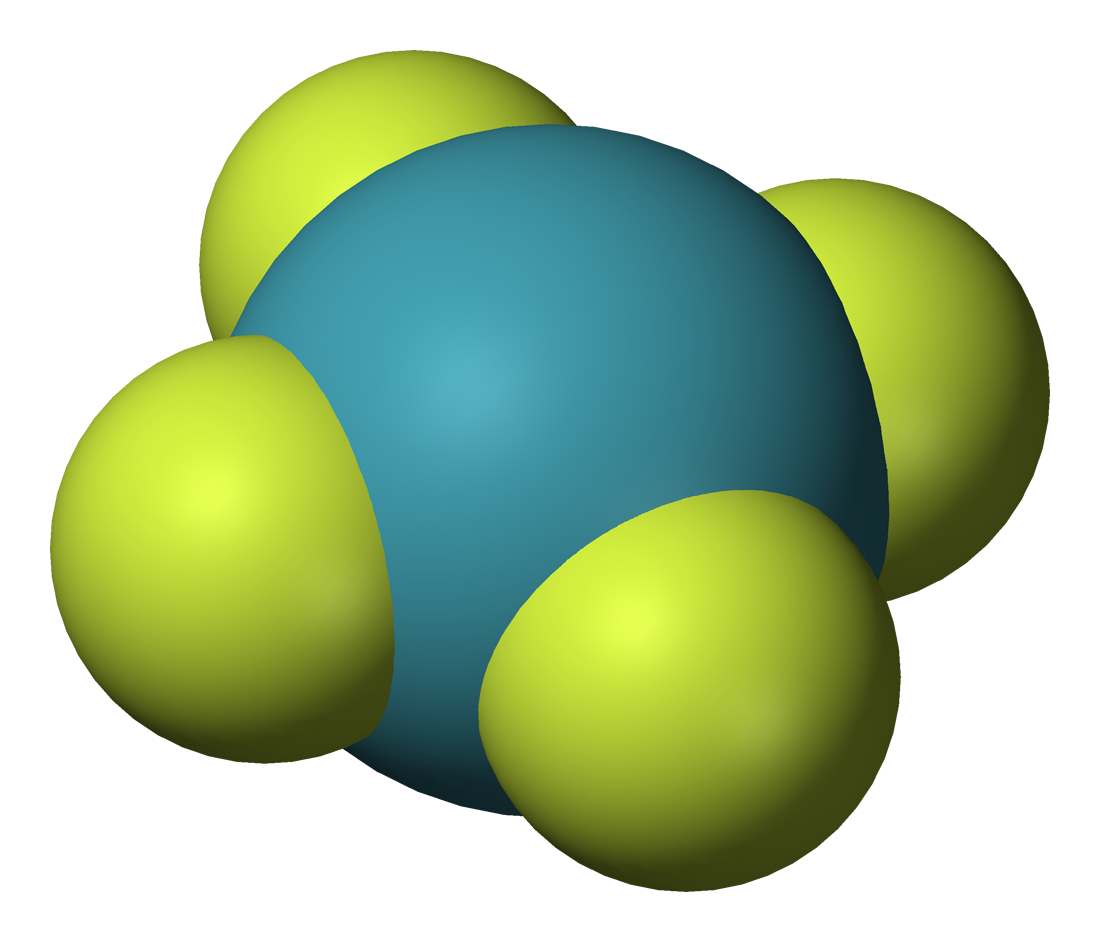
Estructura del tetrafluoruro de xenón, uno de los primeros compuestos de gases nobles descubiertos.

Antes de 1962, se consideraba al xenón y los otros gases nobles químicamente inertes e incapaces de formar compuestos. Desde entonces se ha probado que el xenón, junto con otros gases nobles, sí forman compuestos. Algunos de los compuestos del xenón son: diflúor, hexaflúor, perxenato sódico, teraflúor, deuteriuro de xenón, e hidróxido de xenón. También se ha obtenido trióxido de xenón, compuesto altamente explosivo. Se conocen al menos 80 compuestos de xenón en el que este se enlaza con flúor u oxígeno. La mayoría de estos compuestos son incoloros.

## Isótopos
En la naturaleza, el xenón se encuentra en siete isótopos estables y dos ligeramente radioactivos. Además de estas formas estables, se han estudiado 20 isótopos inestables más. El Xe-129 se produce por emisión beta del I-129 (periodo de semidesintegración: 16 millones de años); los isótopos Xe-131, Xe-132, Xe-134 y Xe-136 son productos de fisión tanto del U-238 como del Pu-244.
Al ser el xenón un trazador con dos isótopos padres, la medición de los isótopos de xenón en los meteoritos resulta ser una poderosa herramienta para el estudio de la formación del Sistema Solar. El método I-Xe de datación radiométrica permite calcular el tiempo transcurrido entre la nucleosíntesis y la condensación de un objeto sólido a partir de la nebulosa solar. Los isótopos de xenón también son útiles para entender la diferenciación terrestre. Se cree que el exceso de Xe-129 encontrado en emanaciones gaseosas de dióxido de carbono en Nuevo México se debe al decaimiento de gases derivados del manto poco después de la formación de la Tierra.

## Aplicaciones
El uso principal y más famoso de este gas es en la fabricación de dispositivos emisores de luz tales como lámparas bactericidas, tubos electrónicos, lámparas estroboscópicas y flashes fotográficos, así como en lámparas usadas para excitar láseres de rubí, que generan de esta forma luz coherente. Otros usos son:
- Como anestésico en anestesia general.
- En instalaciones nucleares, se usa en cámaras de burbujas, sondas, y en otras áreas donde el alto peso molecular es una cualidad deseable.
- Los perxenatos se usan como agentes oxidantes en química analítica.
- El isótopo Xe-133 se usa como radioisótopo.
- Se usa en los faros de automóviles.
- Las lámparas de xenón son ampliamente utilizadas en los proyectores de cine.[11]
- Gas de propulsión iónica para satélites.
- En impresoras o fotocopiadoras. para que la tinta selle en la hoja de papel.

### Uso en medicina
El xenón fue identificado por primera vez como anestésico en 1951. Su uso no está aprobado en Estados Unidos, siendo poco probable que llegue a gozar de un uso más extendido debido a que es un gas raro que no puede fabricarse y que debe extraerse del aire, convirtiéndose en un medicamento bastante costoso. A pesar de ello, el xenón presenta características cercanas al de un gas anestésico virtualmente ideal, el cual puede utilizarse en situaciones críticas.
Es muy insoluble en sangre y en tejidos corporales, lo que permite una rápida inducción y posterior recuperación. Es lo suficientemente potente como para generar anestesia quirúrgica cuando se administra con 30 % de oxígeno. Presenta efectos adversos mínimos.

#### Anestesia
El xenón ha sido utilizado como un anestésico general, pero es más costoso que otros anestésicos convencionales.
El xenón interactúa con muchos receptores y canales iónicos diferentes y, al igual que muchos anestésicos de inhalación teóricamente multimodales, es probable que estas interacciones sean complementarias. El xenón es un sitio de glicina de alta afinidad antagonista del receptor NMDA. Sin embargo, el xenón se diferencia de otros antagonistas de los receptores NMDA en que no es neurotóxico e inhibe la neurotoxicidad de la ketamina y el óxido nitroso (N2O), mientras que en realidad produce efectos neuroprotectores. A diferencia de la ketamina y el óxido nitroso, el xenón no estimula el flujo de dopamina en el núcleo accumbens.
Al igual que el óxido nitroso y el ciclopropano, el xenón activa el canal de potasio de dos poros TREK-1. Un canal relacionado TASK-3 también implicado en las acciones de los anestésicos por inhalación es insensible al xenón. El xenón inhibe los receptores  α4β2 acetilcolino nicotínicos que contribuyen a la analgesia gestionada por la espina. El xenón es un inhibidor efectivo de la Ca2+ ATPase de la membrana de plasma. El xenón inhibe la Ca2+ ATPase al unirse a un poro hidrofóbico dentro de la enzima y prevenir que la enzima adopte esquemas activos.
El xenón es un inhibidor competitivo del receptor 5-HT3 serotonina.Si bien no es anestésico ni antinociceptivo, reduce las náuseas y los vómitos emergentes de la anestesia.
El xenón posee una  concentración alveolar mínima (MAC) de 72% para una edad de 40, lo cual lo hace un 44% más potente que el  N2O como anestésico. Por lo tanto se puede utilizar junto con oxígeno en concentraciones que poseen un bajo riesgo de hipoxia. A diferencia del óxido nitroso, el xenón no es un gas de efecto invernadero y se le considera  environmentally friendly. Aunque se recicla en los sistemas modernos, el xenón expulsado a la atmósfera solo regresa a su fuente original, sin impacto ambiental.

#### Neuroprotector
El xenón induce cardioprotección y neuroprotección robustas a través de una variedad de mecanismos. A través de su influencia sobre el antagonismo de Ca2+, K+, KATP\HIF y NMDA, el xenón es neuroprotector cuando se administra antes, durante y después de episodios isquémicos. El xenón es un antagonista de alta afinidad en el sitio de glicina del receptor NMDA. El xenón es cardioprotector en condiciones de isquemia-reperfusión al inducir un farmacológica precondicionamiento no isquémico. El xenón es cardioprotector al activar la PKC-epsilon y la p38-MAPK descendente. El xenón imita el precondicionamiento isquémico neuronal activando los canales de potasio sensibles al ATP. El xenón reduce alostéricamente la inhibición de la activación del canal mediada por el ATP independientemente de la subunidad del receptor 1 de la sulfonilurea, aumentando el tiempo y la frecuencia del canal abierto KATP.

#### Dopaje deportivo
La inhalación de una mezcla de xenón y oxígeno activa la producción del factor de transcripción HIF-1-alfa, lo que puede llevar a una mayor producción de eritropoyetina. Se sabe que la última hormona aumenta la producción de glóbulos rojos y el rendimiento deportivo. Según se informa, el dopaje con inhalación de xenón se ha utilizado en Rusia desde 2004 y quizás antes.
El 31 de agosto de 2014, la Agencia Mundial Antidopaje (AMA) agregó xenón (y argón) a la lista de sustancias y métodos prohibidos, aunque aún no se han desarrollado pruebas de dopaje confiables para estos gases. Además, hasta el momento no se han demostrado los efectos del xenón sobre la producción de eritropoyetina en humanos.

#### Imágenes
La emisión de Gamma del radioisótopo 133Xe de xenón se puede utilizar para obtener imágenes del corazón, los pulmones y el cerebro, por ejemplo, por medio de fotón único en tomografía computarizada por emisión. 133Xe también se ha utilizado para medir el flujo sanguíneo.
El xenón, en particular el 129Xe hiperpolarizado, es un agente de contraste útil para la resonancia magnética (MRI). En fase gaseosa, puede obtener imágenes de las cavidades de una muestra porosa, de los alvéolos pulmonares o del flujo de gases dentro de los pulmones. Como el xenón es soluble tanto en agua como en disolventes hidrofóbicos, puede obtener imágenes de diversos tejidos vivos blandos.
El xenón-129 se utiliza actualmente como agente de visualización en las resonancias magnéticas. Cuando un paciente inhala xenón-129 hiperpolarizado, la ventilación y el intercambio de gases en los pulmones se pueden visualizar y cuantificar. A diferencia del xenón-133, el xenón-129 no es ionizante y su inhalación es segura, sin efectos adversos.

#### Cirugía
El láser excimer de cloruro de xenón tiene ciertos usos dermatológicos.

## Precauciones
El gas puede ser almacenado con seguridad en contenedores convencionales de vidrio sellados a temperatura y presión ambientes. El xenón no es tóxico, pero varios de sus compuestos lo son altamente debido a sus fuertes propiedades de oxidación.
Este gas produce un efecto contrario al helio y al ser inhalado hace su voz más grave.